# Giovanni Giacomo Caffone Cappelletti
Giovanni Giacomo Caffone Cappelletti (Domodossola, 27 de mayo de 1854-Rivera, c. siglo XX) fue un farmacéutico italiano radicado en Uruguay a finales del siglo XIX y comienzos del siglo XX. Autorizado para su ejercicio por el Consejo N. de Higiene de Montevideo. Además de su labor como farmacista, fue autodidacta en el estudio de la medicina, y ocupó el cargo de Presidente de la Sociedad de Socorros Mutuos de Rivera.
Es conocido por haber desarrollado y comercializado el Elixir de Turbitina Vegetal, un preparado medicinal compuesto por Turbil, Zarza, Caroba y Nogal. Utilizado en su época para el tratamiento de afecciones como la sífilis y otros padecimientos como reumatismo, escrófulas, erupciones de la piel, y úlceras.

## Trayectoria

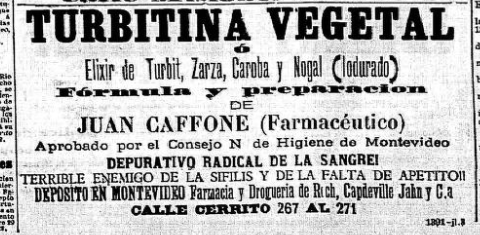
Composición del elixir.

Originario de Italia, Caffone Cappelletti emigró al Uruguay, donde se estableció en la ciudad de Rivera, Uruguay. En esta localidad fundó una farmacia llamada "Farmacia Oriental" o "Botica Oriental", y comenzó a desarrollar preparados propios basados en fórmulas vegetales, entre los que destacó el Elixir de Turbitina Vegetal.
El preparado recibió reconocimiento dentro del ámbito farmacéutico de la época, incluyendo menciones honoríficas en exposiciones realizadas en Río Grande del Sur (Brasil) y Milán (Italia). Según publicaciones del período, el elixir fue recomendado para el tratamiento de enfermedades infecciosas, particularmente sífilis, así como para afecciones del aparato respiratorio.

## Reconocimientos y menciones
Durante su carrera, Caffone Cappelletti recibió distinciones por su trabajo en la elaboración de preparados farmacéuticos. Algunas publicaciones del siglo XIX y principios del XX lo citan como innovador dentro del campo de la farmacología popular en la región del norte uruguayo.
La difusión del Elixir de Turbitina Vegetal se realizó mediante anuncios en prensa escrita y actas de participación en exposiciones médicas y farmacéuticas, tanto en Uruguay como en el exterior.

### Legado
Si bien no se conservan registros detallados sobre la totalidad de su obra, existen documentos históricos que hacen referencia a su actividad farmacéutica y al impacto de su preparado en la medicina popular de la época. Su contribución es recordada en círculos genealógicos y locales como parte del desarrollo profesional de la Rivera de fines del siglo XIX.